# Halfdan III de Vestfold
Halfdan le Noir Gudrødsson (mort à quarante ans vers 863), ou Halvdan le Noir ou Gorn, roi dans le sud-est de la Norvège au IXe siècle, est le père de Harald, premier monarque à unifier le pays.

## Biographie

### Parents terribles
Haldfan le Noir a pour père Gudrœd Halfdanson le Magnifique (aussi appelé Gudrød le chasseur), roi du Vestfold. Ce dernier est tué d'un coup d'épieu par un valet alors qu'Halfdan n'a qu'un an. Ce meurtre est exécuté sur ordre de la reine Åsa (Thyra) qui vengeait ainsi son propre père, le roi Harald Barberousse d'Agder, et son frère Gyrd, abattus par les guerriers de celui qui, après l'avoir enlevée, allait faire d'elle son épouse et la mère de Halfdan (Harald aux Beaux Cheveux).

### Héritages
Åsa emmène Halfdan dans le royaume d'Agder dont il devient roi à dix-huit ans. Au même moment, il partage le Vestfold avec son demi-frère Olaf puis, les armes à la main, oblige le roi Gandalf à lui céder la moitié du Vingulmark qu'avait jadis possédé son père. Quant à Olaf, il ne tarda pas à mourir en laissant pour héritier un garçon nommé Rognvald.

### Conquêtes
Halfdan arrache le Raumarike au roi Sigtryg Eysteinsson de Hedmark, au cours d'une bataille où son ennemi est tué d'une flèche. Il doit encore combattre plusieurs fois Eystein, frère de Sigtryg, avant de pouvoir obtenir un traité qui lui donne également la moitié du Hedmark. Il conquiert en plus le Toten, le Hadeland et la province de Land.Les fils du roi Gandalf tentent de lui reprendre sa partie du Vingulmark, mais ce sont eux qui finissent par perdre la leur.

### Mariages
Halfdan a d'abord un fils de sa première épouse Ragnhild (appelée Thora dans le Livre de la colonisation de l'Islande), fille du roi du Sogn Harald Barbe d'or, qui désigne son petit-fils pour héritier.
Au cours de la même année, Halfdan perd ses beau-père, femme et fils, et reçoit le Sogn en héritage de son enfant. Il confie la gestion de ce royaume au jarl des Gaular, son ami Atli le Mince.
Halfdan se remarie avec une autre Ragnhild, fille de Sigurd le Cerf de Ringerike, qui lui donne Harald.

### Succession
Vers 860, peut-être en 863, Halfdan se noie, à quarante ans, en passant au travers de la glace d'une baie gelée avec une partie de sa suite, après avoir donné un banquet dans le Hadeland. On transporte sa dépouille au Ringerike pour l'inhumer. Mais des notables d'autres régions réclament son corps et il faudra le diviser en quatre. Âgé de dix ans, son fils Harald lui succède sous la tutelle de son oncle maternel.